# Pribošič
Pribošič je priimek, ki ga je v Sloveniji po podatkih Statističnega urada Republike Slovenije 1. januarja 2022 uporabljalo 11 ljudi.

## Znani ljudje
- Janko Pribošič, slovenski zborovodja
- Miha Pribošič, slovenski novinar
- Urška Pribošič (* 1990), slovenska deskarka na snegu